# ГЕС Пауло Афонсо IV
ГЕС Пауло Афонсо IV – гідроелектростанція на сході Бразилії, на кордоні штатів Баїя та Алагоас. Знаходячись між ГЕС Луїс Гонзага (вище по течії) та ГЕС Шінго, входить до складу каскаду на четвертій за довжиною у Південній Америці річці Сан-Франсиску, яка тече на північний схід паралельно узбережжю перед тим як завернути та прорватись через гірський хребет до Атлантичного океану (саме на цій останній ділянці і знаходиться станція Пауло Афонсо). 
На початку 1970-х на Сан-Франсиску розпочали зведення одразу двох взаємоп’язаних електростанцій. Гребля ГЕС Аполлоній Салес перекрила річку з утворенням водосховища Moxotó та, окрім роботи на власний машинний зал, дозволила спрямувати частину води через проритий уздовж правого берега річки канал довжиною близько 4 км, котрий завершується ще одним водосховищем. Останнє утримує на висотах правобережжя Сан-Франсиску комбінована земляна та кам’яно-накидна гребля складної конфігурації, котра має максимальну висоту 35 метрів та довжину 7430 метрів. Вона утримує доволі невелике водосховище з площею поверхні 12,9 км2 та об’ємом 127,5 млн м3 (корисний об’єм 29,5 млн м3) з таким же нормальним коливанням рівня, як і для сховища Moxotó – між позначками 228,3 та 230,3 метра НРМ (максимальний рівень 230,8 метра НРМ). Тут доречно відзначити, що основне накопичення ресурсу для регулювання роботи каскаду в річному режимі здійснюється розташованими вище ГЕС Трес-Мар'яс та Собрадіньо. 
Там, де гребля наближається впритул до природної долини річки, створили підземний машинний зал, який обладнано шістьма турбінами типу Френсіс середньою потужністю по 410,4 МВт, що працюють при напорі у 112,5 метрів.
Видача продукції відбувається по ЛЕП, розрахованих на роботу під напругою 500 кВ.
Можливо відзначити, що у двох кілометрах вище по правобережжю річки працює станція Пауло Афонсо І-ІІІ, котра отримує необхідний ресурс від згаданої раніше ГЕС Аполлоній Салес. При цьому винесення Пауло Афонсо IV далі по течії дозволило створити на третину більший напір в порівнянні зі станціями І-ІІІ.